# Phlegmariurus austrosinicus
Phlegmariurus austrosinicus är en lummerväxtart som först beskrevs av Ren Chang Ching, och fick sitt nu gällande namn av Li Bing Zhang. Phlegmariurus austrosinicus ingår i släktet Phlegmariurus och familjen lummerväxter. Inga underarter finns listade i Catalogue of Life.